# Yarden Gerbi
Yarden Gerbi, född den 8 juli 1989 i Kfar Saba, är en israelisk judoutövare.
Hon tog OS-brons i de olympiska judo-turneringarna vid olympiska sommarspelen 2016 i Rio de Janeiro i damernas halv mellanvikt..